# Дарштајн
Дарштајн (њем. Darstein) општина је у њемачкој савезној држави Рајна-Палатинат. Једно је од 84 општинска средишта округа Југозападни Палатинат. Према процјени из 2010. у општини је живјело 215 становника. Посједује регионалну шифру (AGS) 7340005.

## Географски и демографски подаци
Дарштајн се налази у савезној држави Рајна-Палатинат у округу Југозападни Палатинат. Општина се налази на надморској висини од 300 метара. Површина општине износи 2,4 km². У самом мјесту је, према процјени из 2010. године, живјело 215 становника. Просјечна густина становништва износи 90 становника/km².